# Jenny Toitgans
Jenny Henriette Gilberte Toitgans (Schaarbeek, 28 maart 1905 - Brussel, 22 oktober 1986) was een Belgische atlete, voetbalster en basketbalster. Zij nam eenmaal deel aan de Olympische Spelen.

## Biografie

### Atletiek
Toitgans verbeterde in 1928 tijdens een interland België-Nederland in Ukkel het Belgisch record discuswerpen naar 30,18 m. Ze nam op dat nummer deel aan de Olympische Spelen in Amsterdam, waar ze in de kwalificaties uitgeschakeld werd.

### Voetbal
Toitgans speelde buiten het atletiekseizoen voetbal. Ze speelde ook voor de nationale ploeg. In 1927 scoorde ze als rechtsbuiten de twee doelpunten in de met 2-1 gewonnen interland in Frankrijk.

### Basketbal
Toitgans behaalde in 1935 met haar club de eerste Belgische titel in het basketbal.

### Clubs
Toitgans was voor atletiek en voetbal aangesloten bij Brussels Femina Club. Dez club veranderde zijn naam in Cercle Athlétique Féminin de Schaerbeek, waar ze ook actief was in het basketbal.

## Belgische kampioenschappen

### Atletiek
| Onderdeel    | Jaar                                                                 |
| ------------ | -------------------------------------------------------------------- |
| discuswerpen | 1925, 1926, 1927, 1929, 1930,1932 1933, 1934, 1935, 1937, 1938, 1939 |
| speerwerpen  | 1931                                                                 |

### Basketbal
- 1935: landskampioen met Cercle Athlétique Féminin de Schaerbeek

## Persoonlijke records
| Onderdeel    | Prestatie       | Datum        | Plaats     |
| ------------ | --------------- | ------------ | ---------- |
| discuswerpen | 33,79 m (ex-NR) | 17 juli 1932 | Schaarbeek |

## Palmares

### discuswerpen
- 1924:  BK AC – 24,41 m
- 1925:  BK AC – 27,58 m
- 1926:  BK AC – 29,10 m (NR)
- 1927:  BK AC – 26,07 m
- 1928:  BK AC – 26,82 m
- 1928:  interland België-Nederland – 30,18 m (NR)
- 1928: 21e in kwalificaties OS in Amsterdam – 24,40 m
- 1929:  BK AC – 30,13 m
- 1930:  BK AC – 28,40 m
- 1931:  BK AC – 28,39 m
- 1932:  BK AC – 33,79 m (NR)
- 1933:  BK AC – 32,63 m
- 1934:  BK AC – 30,10 m
- 1935:  BK AC – 29,25 m
- 1937:  BK AC – 31,54 m
- 1938:  BK AC – 29,47 m
- 1939:  BK AC – 26,75 m

### kogelstoten
- 1926:  BK AC – 15,90 m (2H)
- 1928:  BK AC – 8,20 m
- 1929:  BK AC – 7,96 m
- 1932:  BK AC – 8,29 m
- 1935:  BK AC – 7,68 m
- 1938:  BK AC – 7,02 m

### verspringen
- 1926:  BK AC – 3,97 m

### speerwerpen
- 1929:  BK AC
- 1930:  BK AC - 24,39 m
- 1931:  BK AC – 27,31 m
- 1933:  BK AC - 27,86 m
- 1934:  BK AC - 23,39 m
- 1935:  BK AC - 24,26 m
- 1937:  BK AC - 23,98 m
- 1938:  BK AC - 23,45 m
- 1939:  BK AC - 23,96 m